# Premios Adriano Antinoo
Los premios Adriano Antinoo, promovidos por la Asociación del mismo nombre en colaboración con la Fundación Cajasol, nacieron en 2012 con la intención de reconocer la trayectoria de personas y entidades en su lucha por la igualdad de las personas homosexuales, bisexuales, transexuales e intergénero.
Se entregan anualmente en una gala que se celebra en la sede de la antigua Audiencia de Sevilla, actual sede de la Fundación Cajasol.

## Ediciones

### 2012
La gala de entrega de los Premios Adriano Antinoo 2012 se celebró el domingo 4 de marzo de 2012. Los premiados fueron los siguientes:
- Amparo Rubiales. Política feminista.
- Armand de Fluvià. Histórico activista LGTBI.
- Beatriz Gimeno. Escritora y política feminista.
- Jorge Cadaval. Humorista español.
- Pedro Zerolo. Político y activista LGTBI.
- María Fulmen (póstumo). Histórica feminista sevillana.

### 2013
La gala de entrega de los Premios Adriano Antinoo 2013 el domingo 7 de abril de 2013. Los premiados fueron los siguientes:
- Boti García Rodrigo. Activista feminista.
- Carla Antonelli. Activista transexual, actriz y política.
- Manuel Luis López Molero y Marcos Rodríguez Gálvez. Matrimonio con cuatro hijos adoptados.
- María del Mar González Rodríguez. Profesora de Psicología de la Universidad de Sevilla y autora del estudio sobre familias homoparentales.
- Vicent Bataller i Perelló. Sexólogo y experto en identidad de género.
- Casal Lambda. La primera organización gay del Estado español.

### 2014
La gala de entrega de los Premios Adriano Antinoo 2014 se celebró el domingo 26 de abril de 2014. Los premiados fueron los siguientes:
- Fernando Grande-Marlaska. Magistrado de la Audiencia Nacional.
- Eduardo Mendicutti. Escritor.
- Empar Pineda. Escritora feminista.
- Kim Pérez. Activista transexual.
- Mariló Rodríguez Carrasco. Política feminista.
- José Pérez Ocaña, con carácter póstumo. Creador andaluz.

### 2015
La gala de entrega de los Premios Adriano Antinoo 2015 se celebró el domingo 10 de mayo de 2015. Los premiados fueron los siguientes:
- Maribel Povedano. Activista lesbiana, miembro de la entidad LGTB DeFrente.
- Jesús Casado. Activista gay, primer presidente de SOMOS y miembro del Foro Hombres por la Igualdad.
- Maite Romero Cordón y Fabián López Mesa, padres de la joven transexual Fabiola López y miembros de la Asociación de Padres y Madres de Gays, Lesbianas, Bisexuales y Transexuales.
- Paco Clavel. Artista y cantante pop.
- Amnistía Internacional – Sección Española. Organización Internacional de defensa de los Derechos Humanos.
- Carmen Cerdeira Morterero (fallecida en 2007). Abogada y política socialista, Secretaria de Movimientos Sociales de la Comisión Ejecutiva Federal del PSOE (1997-2000), senadora y europarlamentaria.
- José Luis Rodríguez Zapatero. Expresidente del gobierno de la Nación.

### 2016
La gala de entrega de los Premios Adriano Antinoo 2016 se celebró el domingo 13 de marzo de 2016. Los premiados fueron los siguientes:
- Alicia Ramos Triano. Cantautora trans.
- Noelia Heredia González, la Negri. Cantaora lesbiana gitana.
- José Mantero García, exsacerdote.
- Asociación por la Gestación Subrogada en España.
- Josefa Ruiz Fernández, Secretaria General Técnica de la Consejería de Salud de la Junta de Andalucía.
- Iñigo Lamarca Iturbe, exdefensor del Pueblo Vasco.
- Mercedes de Pablos Candón, periodista.

### 2017
La Gala de entrega de los Premios Adriano Antinoo 2017 se celebró el domingo 2 de abril de 2017. Los premiados fueron los siguientes:
- Maribel Quiñones, Martirio. Cantante.
- Antonio Maíllo, portavoz de IU-CA.
- Teresa Tomé, periodista.
- Carmen Herrera alcaldesa de Castilleja de la Cuesta (Sevilla)
- Ian Garrido, cineasta.
- Jorge Lozano González, conocido como Jordi Petit, histórico activista gay.

### 2018
La gala de entrega de los Premios Adriano Antinoo 2018 se celebró el sábado 12 de mayo de 2018. Los premiados fueron los siguientes:
- Candela García. Artista. Víctima de la Ley de Vagos y Maleantes.
- Antonio Gutiérrez Dorado. Histórico activista LGTBI, promotor y secretario general de la Unión Democrática de Homosexuales de Málaga (1976/1977).
- Gloria Fuertes (póstumo). Poeta.
- Soledad Pérez Rodríguez. Política andaluza.
- Miguel Poveda. Cantaor.
- Nazario Luque. Historietista y pintor underground.